# Super Rugby U20 2023
El Super Rugby U20 2023 fue la tercera edición del torneo profesional juvenil de rugby de Nueva Zelanda.
La principal novedad fue la incorporación de las franquicias Fijian Drua y Moana Pasifika.

## Sistema de disputa
El torneo se disputó en formato de eliminación directa, comenzando en la etapa de cuartos de final hasta llegar a la definición final.

## Desarrollo

### Cuartos de final
| 19 de marzo | Fijian Drua | 7 - 51 | Blues |  |  |

| 19 de marzo | Crusaders | 27 - 35 | New Zealand Barbarians |  |  |

| 19 de marzo | Hurricanes | 64 - 19 | Moana Pasifika |  |  |

| 19 de marzo | Highlanders | 28 - 18 | Chiefs |  |  |

### Semifinales quinto puesto
| 22 de marzo | Fijian Drua | 22 - 50 | Crusaders |  |  |

| 22 de marzo | Moana Pasifika | 20 - 52 | Chiefs |  |  |

### Semifinales Campeonato
| 22 de marzo | Blues | 51 - 26 | New Zealand Barbarians |  |  |

| 22 de marzo | Hurricanes | 36 - 26 | Highlanders |  |  |

### Séptimo puesto
| 25 de marzo | Fijian Drua | 33 - 26 | Moana Pasifika |  |  |

### Quinto puesto
| 25 de marzo | Crusaders | 29 - 31 | Chiefs |  |  |

### Tercer puesto
| 25 de marzo | New Zealand Barbarians | 22 - 41 | Highlanders |  |  |

### Final
| 25 de marzo | Blues | 50 - 36 | Hurricanes |  |  |

| Bandera de Nueva Zelanda |
| Campeón Blues            |
| Primer título            |